# Torng Ya-Lin
Torng Ya-Lin es una deportista taiwanesa que compitió en taekwondo. Ganó una medalla de bronce en el Campeonato Mundial de Taekwondo de 1987 y una medalla de bronce en el Campeonato Asiático de Taekwondo de 1988.

## Palmarés internacional
| Representando a China Taipéi |                    |                   |           |
| Campeonato Mundial           |                    |                   |           |
| Año                          | Lugar              | Medalla           | Categoría |
| 1987                         | Barcelona (España) | Medalla de bronce | –51 kg    |
| Campeonato Asiático          |                    |                   |           |
| Año                          | Lugar              | Medalla           | Categoría |
| 1988                         | Katmandú (Nepal)   | Medalla de bronce | –51 kg    |